# Armée de terre estonienne
L'Armée de terre estonienne (en estonien: Maavägi) est le nom des forces terrestres au sein des forces armées estoniennes où elle joue un rôle de formation militaire offensive. Il s'agit actuellement de la plus grande branche militaire estonienne avec une taille moyenne en temps de paix d'environ 6 000 soldats, conscrits et officiers.
Les priorités de développement du Maavägi sont la capacité de participer à des missions en dehors du territoire national et la capacité d'effectuer des opérations pour protéger le territoire de l'Estonie, également en coopération avec ses Alliés. La composante opérationnelle du Maavägi se compose d'une brigade d'infanterie et d'une structure de sécurité intérieure.

## Historique
Les 1re et 2e divisions sont créées pendant la guerre d'indépendance estonienne. Le bataillon scout est formé le 21 décembre 1918,.
Le 21 novembre 1928, huit "bataillons d'infanterie simples" sont créés. Le but en temps de paix de ces bataillons est de former des conscrits. L'effectif de chacun d'entre eux est alors de 237 soldats armant un état-major régimentaire, un peloton de transmissions, un peloton du génie, un peloton de ski-vélos, un peloton de construction et trois compagnies d'infanterie. En temps de guerre, le bataillon deviendrait une unité de la taille d'un régiment, portant le même numéro d'unité, et aurait inclus trois bataillons d'infanterie, une compagnie de transmissions, une compagnie de génie, une compagnie de ski-bicyclette, une compagnie de cavalerie, une compagnie de construction, une compagnie de commandos, représentant un total de 3 153 hommes.
Le 2e bataillon d'infanterie simple est situé à Tartu, le 3e bataillon à Valga; le 4e à Jõhvi; le 5e à Rakvere; le 6e à Pärnu; le 8e à Valga; le 9e à Pärnu; et le 10e à Tallinn.
Une réorganisation a lieu le 1er février 1940 et une quatrième division est créée, son état-major est basé à Viljandi. La division est composée du district militaire de Pärnu-Viljandi et du district militaire de Valga. Son commandant est le colonel Jaan Maide.
Les quatre divisions restent actives jusqu'à l'occupation soviétique de l'Estonie.
Le 17 août 1940, à la suite de l'occupation de l'Estonie par les Soviétiques, le 22e Corps territorial de fusiliers de l'Armée rouge est formé à Tallinn. Il est créé en tant qu'organisme territorial estonien sur la base d'unités militaires et d'institutions de l'armée estonienne. Tous les soldats et officiers gardent les uniformes de l'armée estonienne sur lesquels sont cousus des insignes soviétiques. Le premier commandant de l'unité territoriaux est un ancien général de division de l'armée estonienne, Gustav Jonson, qui sera ensuite arrêté par le NKVD et abattu. À sa création, la plupart des postes d'officiers du corps sont occupés par d'anciens officiers de l'armée estonienne, mais à la mi-juin 1941, avant même l'invasion allemande de l'Union soviétique, la plupart d'entre eux sont arrêtés et remplacés par de nouveaux officiers venant de l'Armée rouge.
Beaucoup d'officiers estoniens du 22e Corps de fusiliers territoriaux sont arrêtés et morts en 1941 et 1942 dans des camps en Union soviétique. L'ancien commandant de la [[180e division de fusiliers (1re formation)|180e division]] de fusiliers survit après son renvoi uniquement parce que, depuis 1942, il est réclamé par l'Académie militaire Frounze comme enseignant. Il est arrêté en février 1944, et est libéré du camp et réhabilité en 1956. Certains officiers du 22e Corps, dont Alfons Rebane, réussissent à échapper aux autorités entre leur renvoi de l'armée et le projet de leur arrestation. Certains réussissent à s'échapper à l'étranger, tandis que d'autres sortent de leur cachette seulement après l'arrivée des troupes allemandes en juillet et août 1941, permis eux, certains se portent volontaires pour les unités estoniennes qui combattent aux côtés de l'Allemagne nazie, ou s'enrôlent dans les organisations estoniennes contrôlées par les autorités allemandes.
L'Estonie retrouve son indépendance en 1991 et ses forces armées sont rétablies le 3 septembre 1991. En 1995, l'armée estonienne contribue pour la première fois à une mission des Nations unies en Croatie. Ces années de reconstruction sont marquées par la restauration d'une infrastructure fonctionnelle, l'acquisition de technologies militaires (principalement utilisées), un rapprochement avec l'Occident et une coopération croissante avec les pays baltes et scandinaves voisins.
Avec le Plan de développement de la Défense nationale 2013–2022, la structure de l'armée est encore une fois considérablement modifiée. Le commandement des forces terrestres fusionne avec le commandement de l'armée, les forces terrestres sont alors directement sous le commandement de l'armée. Deux brigades sont alors créées auxquelles les autres unités des forces terrestres sont directement subordonnées.

## Organisation
Les deux brigades ne sont pas entièrement actives en temps de paix, les seules unités l'étant à tout moment sont les deux commandements de brigade, le bataillon scout et le service de déminage.
La 2e brigade d'infanterie a été activée le 1er août 2014 et devrait atteindre sa pleine capacité opérationnelle d'ici 2022 au plus tard. En parallèle, la 1re brigade d'infanterie deviendra une brigade mécanisée avec des véhicules de combat d'infanterie à chenilles et des véhicules d'artillerie. En temps de guerre, les deux brigades seraient renforcées avec des soldats de réserve.
Outre les deux brigades de la Force terrestre, les forces de défense estoniennes déploient également un grand nombre de petites unités d'infanterie légère de la Ligue de défense estonienne qui sont chargées de la défense locale dans le modèle des cellules stay-behind.

### Structure actuelle
- 1re brigade d'infanterie (Tapa)
  - Quartier général

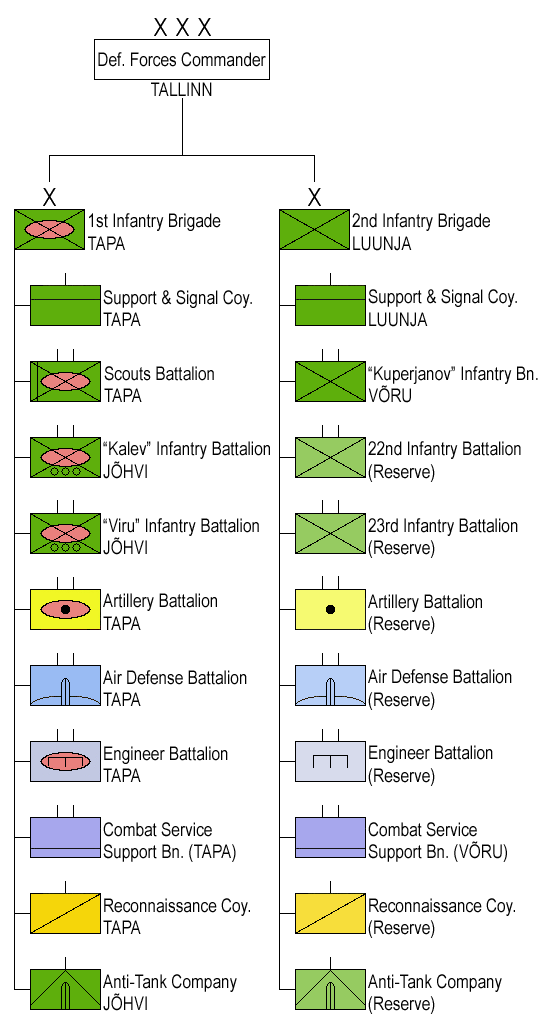
Structure des forces terrestres estoniennes en 2017

  - Bataillon scout (Tapa), unité professionnelle de réaction rapide équipée de CV-90
  - Bataillon d'infanterie Kalev (Jõhvi)
  - Bataillon d'infanterie Viru (Jõhvi)
  - Bataillon d'artillerie (Tapa)
  - Bataillon de défense anti-aérienne (en) (Tapa)
  - Bataillon du génie (en) (Tapa)
  - Bataillon de soutien (en) (Tapa)
  - Compagnie de reconnaissance
  - Compagnie antichar (Jõhvi)
- 2e brigade d'infanterie (en) (Luunja)[6]
  - Quartier général
  - Bataillon d'infanterie Kuperjanov (en) (Võru)
  - 22e bataillon d'infanterie (réserve)
  - 23e bataillon d'infanterie (réserve)
  - Bataillon d'artillerie (en) (réserve)
  - Bataillon de défense anti-aérienne (montée en puissance)
  - Bataillon du génie (montée en puissance)
  - Bataillon de soutien (en) (Võru)
  - Compagnie de reconnaissance (montée en puissance)
  - Compagnie antichar (montée en puissance)

## Personnel
Les forces terrestres estoniennes comptent plus de 2 700 soldats professionnels et 3 100 conscrits[Quand ?]. À la suite de l'invasion de l'Ukraine par la Russie en 2022, il est annoncé en février 2023 que les forces terrestres passeront de 9 500 à 20 000 personnes.
Le bataillon scout qui était auparavant entièrement professionnel forme depuis 2017 des conscrits dans le domaine de l'infanterie mécanisée.
Les forces terrestres sont structurées selon le principe d'une force de réserve, ce qui signifie que l'essentiel des forces de défense de l'État sont des unités composées de réservistes entraînés.En temps de paix, les réservistes mènent une vie normale et l’État s’occupe de leur formation et de l’achat d’équipements et d’armes. En temps de guerre, les réservistes sont mobilisés en unités militaires.

### Formation
L'armée de terre estonienne organise chaque année l'exercice Spring Storm, 9 000 soldats ont participé à l'édition de 2017.

### Grades
|  | Officiers généraux | Officiers généraux | Officiers généraux | Officiers généraux | Officiers | Officiers          | Officiers | Officiers | Officiers  | Officiers       | Officiers |
|  | ------------------ | ------------------ | ------------------ | ------------------ | --------- | ------------------ | --------- | --------- | ---------- | --------------- | --------- |
|  |                    |                    |                    |                    |           |                    |           |           |            |                 |           |
|  | Kindral            | Kindralleitnant    | Kindralmajor       | Brigaadikindral    | Kolonel   | Kolonelleitnant    | Major     | Kapten    | Leitnant   | Nooremleitnant  | Lipnik    |
|  | Général            | Lieutenant général | Major général      | Brigadier général  | Colonel   | Lieutenant-colonel | Major     | Capitaine | Lieutenant | Sous-lieutenant | Enseigne  |

|  | Sous-officiers supérieurs | Sous-officiers supérieurs | Sous-officiers supérieurs | Sous-officiers supérieurs | Sous-officiers supérieurs | Sous-officiers subalternes | Sous-officiers subalternes | Sous-officiers subalternes | Troupe   | Troupe  |
|  | ------------------------- | ------------------------- | ------------------------- | ------------------------- | ------------------------- | -------------------------- | -------------------------- | -------------------------- | -------- | ------- |
|  |                           |                           |                           |                           |                           |                            |                            |                            |          |         |
|  | Ülemveebel                | Staabiveebel              | Vanemveebel               | Veebel                    | Nooremveebel              | Vanemseersant              | Seersant                   | Nooremseersant             | Kapral   | Reamees |
|  | Adjudant-major            | Adjudant d'état-major     | Adjudant-chef             | Adjudant                  | Sergent-major             | Sergent-chef               | Sergent                    | Caporal                    | Appointé | Soldat  |

## Équipements

### Armement
Liste des équipements des forces armées estoniennes

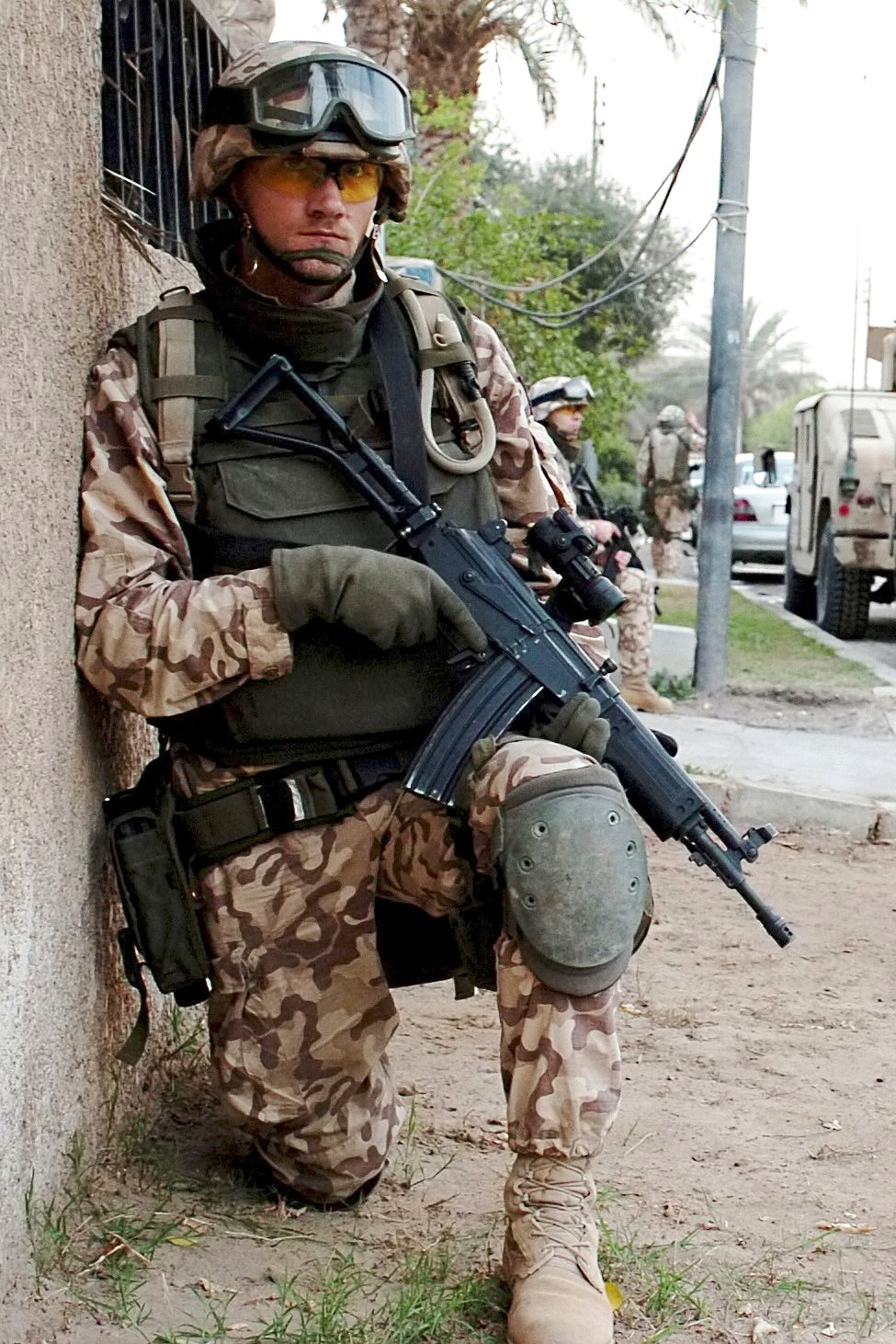
Soldat estonien du bataillon scout avec un Galil-AR

Bien que l'armée de terre utilise diverses armes individuelles pour fournir une puissance de feu légère à courte portée, les armes standard utilisées par la force terrestre sont les variantes améliorées au niveau national des fusils d'assaut 7,62 mm AK4 et 5,56 mm Galil-AR, tous deux devraient être remplacés d'ici 2021,; ainsi que la variante 9 mm de la mitraillette MP5 pour les forces spéciales. Les armes de poing principalement utilisées sont les pistolets semi-automatiques 9x18mm Makarov PM et 9x19mm USP. Certaines unités sont équipées d'une variété d'armes spécialisées, comprenant notamment les mitrailleuses légères Galil-ARM et Negev, pour fournir des tirs de suppression. Le tir indirect est fourni par les lanceurs M-69 et CG M3. Le fusil bimode Benelli-M3T de 18,53 mm est utilisé pour les brèches de porte et les combats rapprochés. La modification produite localement du fusil automatique à tir sélectif M14 de 7,62 mm TP2 et le Galil-S sont utilisées par les tireurs d'élite, tout comme les fusils Sako TRG de 8,6 mm et Hecate II de 12,7 mm utilisés pour les tirs à longue portée. L'armement comprend également des grenades à main, des grenades à fragmentation et des fumigènes ainsi que des systèmes de lance-grenades, tels que le HK-GLM et le HK-79N.
La force utilise également diverses armes pour fournir une puissance de feu moyenne et lourde à des portées dépassant celles des armes individuelles. Les 7,62 mm MG-3 et KSP-58 sont les mitrailleuses moyennes standard de l'armée de terre estonienne. La mitrailleuse lourde Browning M2HB de 12,7 mm est généralement utilisée comme mitrailleuse montée sur les véhicules de l'infanterie motorisée. Les forces terrestres utilisent deux types de mortier pour l'appui-feu indirect lorsque l'artillerie plus lourde n'est pas appropriée ou disponible. Les plus petits d'entre eux sont les 81 mm M252 (en), B455 et L16A1, normalement affectés au niveau de la compagnie d'infanterie. À l'échelon supérieur, les bataillons d'infanterie sont soutenus par une section de mortiers 120 mm M-41D et 2B11, qui sont généralement employés par des unités motorisées. L'appui-feu pour les unités d'infanterie est assuré par des obusiers remorqués, comprenant les obusiers légers de 122 mm D-30H63 et plus lourds de 155 mm FH-70.
L'armée de terre utilise une variété de lance-missiles d'épaule, d'armes sans recul et de missiles guidés antichar pour fournir à l'infanterie et aux unités mécanisées une capacité anti-blindage. La force utilise notamment le 82 mm B-300 qui est un système de missile anti-char à épaule portable réutilisable, l'AT4 de 84 mm, projectile non guidé qui peut détruire les blindages et les bunkers à des distances allant jusqu'à 500 mètres ou encore le C90-CR de 90 mm qui est un lance-grenades jetable à épaule actionné par un seul homme. Certaines unités motorisées sont soutenues par des armes sans recul Pvpj 1110 et M40-A1 montés sur des véhicules à haute mobilité. Le MILAN-2 de 115 mm avec la capacité de tir de nuit et les missiles antichar à guidage laser MAPATS de 148 mm sont les principaux systèmes d'armes antichars des forces terrestres. L'achat des missiles anti-chars de 127 mm FGM-148 Javelin augmentera les capacités des unités antiblindés. Le Mistral de 90 mm est un missile sol-air à visée infrarouge, qui, avec les canons anti-aériens à double canon ZU-23-2 de 23 mm montés sur des camions, constituent l'épine dorsale de la défense aérienne des forces terrestres.

### Véhicules

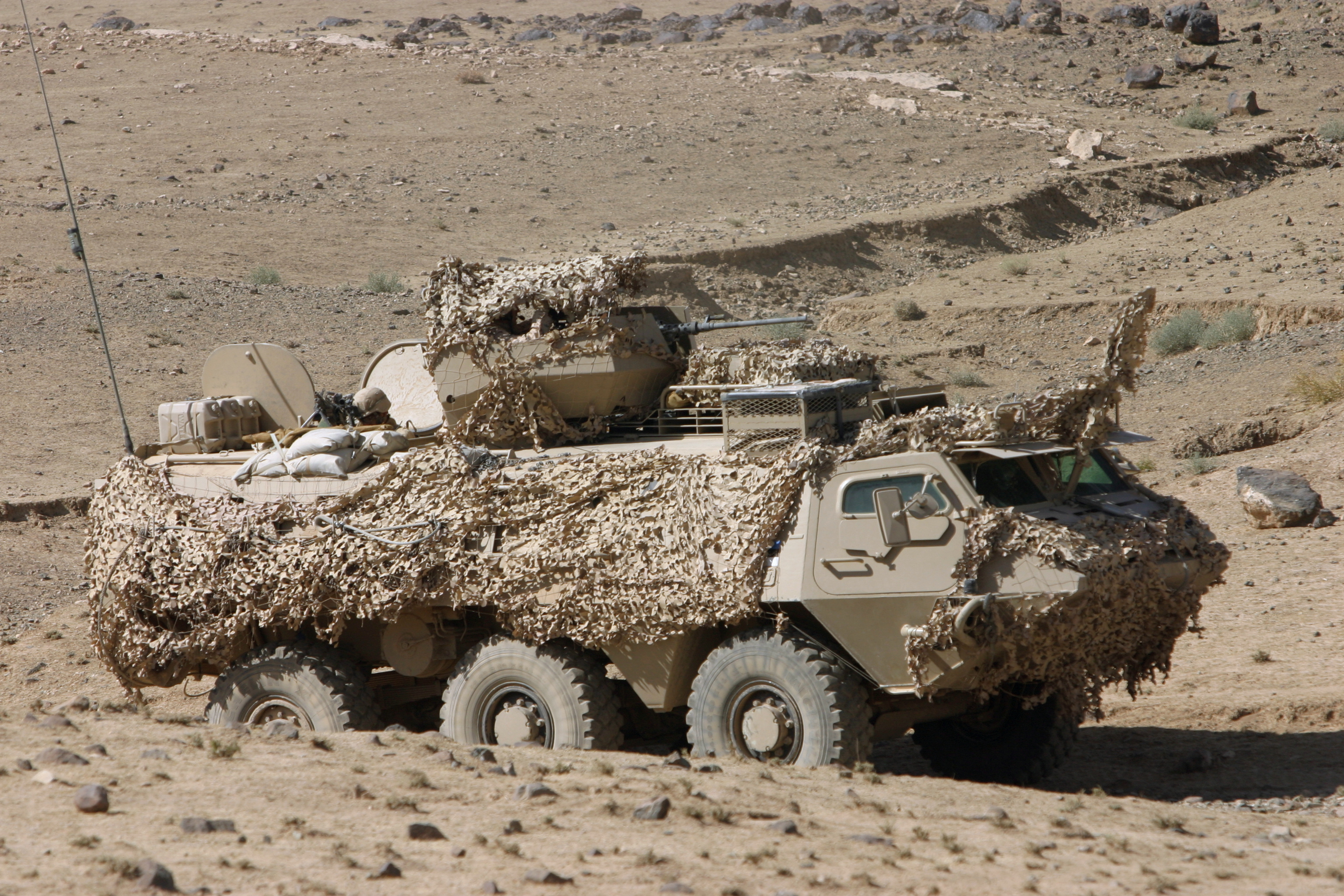
Un XA-180 estonien en Afghanistan

L'armée de terre force estonienne n'opère actuellement aucun char de combat principal, bien qu'elle en ait possédé jusqu'à l'occupation soviétique en 1940. En 2010, le ministre de la défense estonien indique le besoin d'obtenir des chars de combat principaux d'ici 2020 dans le cadre du plan de développement de la défense nationale. En 2014, le véhicule de combat d'infanterie CV9035 est le principal véhicule de combat et de transport de troupes de première ligne de la force terrestre, il est équipé d'une tourelle avec un canon automatique de 35 mm et transporte jusqu'à huit soldats entièrement équipés. Les véhicules blindés les plus courants sont les blindés de transport de troupes de la série Pasi, dont certains assurent les rôles d'ambulance et de véhicules de poste de commandement. Les Pasi 180 et Pasi 188 sont les véhicules de transport de troupes standard des forces terrestres, les Pasi XA-180, qui ont été acquis en premier, ont également été utilisés lors d'opérations de maintien de la paix en Afghanistan et en République centrafricaine.
Bien que la force terrestre n'utilise actuellement aucun obusier automoteur ou système de lance-roquettes multiples, le ministère de la défense estonien indique en 2013 la nécessité de se procurer des obusiers automoteurs pour la 1re brigade d'infanterie qui sera transformée en brigade mécanisée. L'armée de terre ne dispose pas d'hélicoptères utilitaires, d'hélicoptères d'attaque ou d'aéronefs, mais exploite cependant plusieurs types de drones non armés. En 2014, le ministère de la Défense annonce son projet, avec douze autres membres de l'OTAN, d'acheter des drones Global Hawk pour augmenter ses capacités de reconnaissance militaire.

### Uniformes
L'ESTDCU est la version estonienne du camouflage numérique et ses différents motifs sont conçus pour être utilisés dans les environnements de guerre boisés, désertiques, urbains et hivernaux. Les soldats de l'armée de terre estonienne reçoivent un casque de combat et un gilet balistique PASGT ainsi qu'un appareil de vision nocturne.

## Plan de développement de la défense
Les priorités de développement de l'armée de terre sont de prendre part à des missions à l'étranger et de mener des opérations de protection du territoire national, en coopération avec les alliés de l'Estonie. Diverses mesures d'extension des infrastructures et programmes d'armement ont été prévues dans ce but.
Conformément au « plan de développement de la défense à long terme », l'armée de terre estonienne a été et est soumise à un processus de modernisation. Les dépenses de ce plan dépendant du PIB, et étant donné que ce dernier n'a pas évolué comme prévu, toutes les priorités d'expansion n'ont pas pu être réalisées. L'actuel plan de développement couvre la période 2017-2026. Une fois l'infrastructure élargie, le nombre de personnes effectuant leur service militaire doit être augmenté dans les prochaines années et un bataillon d'infanterie et d'artillerie supplémentaire doit être créé. L'acquisition d'artillerie et d'armes antichar est également prévue.

### Acquisitions prévues

#### Artillerie
| Désignation | Origine      | Type                     | Version | Nombre                    | Statut                     |
| ----------- | ------------ | ------------------------ | ------- | ------------------------- | -------------------------- |
| K9 Thunder  | Corée du Sud | Automotrice d'artillerie | -       | 24 (12 en livraison)      | Livraison à partir de 2026 |
| CAESAR      | France       | Automotrice d'artillerie | MK1     | 12 (+6 en option d'achat) | Date inconnu de livraison  |

#### Véhicules blindés
| Désignation | Origine | Type                           | Version | Nombre | Statut           |
| ----------- | ------- | ------------------------------ | ------- | ------ | ---------------- |
| THeMIS      | Estonie | Véhicule terrestre sans pilote | -       | -      | En phase de test |

#### Systèmes antichars
| Désignation    | Origine   | Type                             | Nombre | Statut                     |
| -------------- | --------- | -------------------------------- | ------ | -------------------------- |
| Spike          | Allemagne | Missile guidé antichar de 130 mm | 18     | Livraison à partir de 2019 |
| Carl Gustaf M4 | Suède     | Canon sans recul de 84 mm        | -      | Livraison à partir de 2020 |

#### Défense aérienne et artillerie
| Désignation | Origine    | Type                             | Nombre | Statut                     |
| ----------- | ---------- | -------------------------------- | ------ | -------------------------- |
| NASAMS,     | Norvège    | Système de missile guidé sol-air | –      | En cours                   |
| HIMARS      | États-Unis | Lance-roquettes multiples        | 6      | Livraison à partir de 2024 |